# Oscar Tulio Lizcano
Oscar Tulio Lizcano (ur. 1947) – kolumbijski parlamentarzysta, członek Kolumbijskiej Partii Konserwatywnej. W sierpniu 2000 roku został uprowadzony z miejscowości Riosucio w departamencie Caldas przez terrorystów z FARC. W ciągu ośmiu lat niewoli był m.in. bity i głodzony, chorował też na malarię. 23 października 2008 dzięki pomocy jednego z członków FARC, udało mu się zbiec.